# Előszállás, Fejér
Előszállás  este un sat în districtul Dunaújváros, județul Fejér, Ungaria, având o populație de 2.377 de locuitori (2011). 

## Demografie
Componența etnică a satului Előszállás
     Maghiari (96,7%)
     Romi (2%)
     Necunoscut (0,33%)
     Alții (0,98%)
Componența confesională a satului Előszállás
     Romano-catolici (43,92%)
     Fără religie (24,36%)
     Reformați (4,46%)
     Necunoscută (26,29%)
     Alte religii (2,36%)
Conform recensământului din 2011, satul Előszállás avea 2.377 de locuitori. Din punct de vedere etnic, majoritatea locuitorilor (96,7%) erau maghiari, cu o minoritate de romi (2,0%). Apartenența etnică nu este cunoscută în cazul a 0,33% din locuitori. Nu există o religie majoritară, locuitorii fiind romano-catolici (43,92%), persoane fără religie (24,36%) și reformați (4,46%). Pentru 26,29% din locuitori nu este cunoscută apartenența confesională.